# Ludwig Wolff (General, 1886)
Ludwig Wolff (* 31. August 1886 in Schlettstadt; † 17. Mai 1950 in Neustadt in Holstein) war ein deutscher General der Flieger der Luftwaffe im Zweiten Weltkrieg.

## Leben
Beförderungen
- 1. November 1904 Unteroffizier
- 15. Dezember 1904 Fähnrich
- 9. Oktober 1905 Leutnant
- 5. September 1914 Oberleutnant
- 18. September 1915 Hauptmann
- 1. September 1917 türkischer Major
- 1. April 1928 Major
- 1. Februar 1933 Oberstleutnant
- 1. Mai 1935 Oberst
- 1. August 1937 Generalmajor
- 1. August 1939 Generalleutnant
- 1. Februar 1941 General der Flieger

### Frühe Jahre und Erster Weltkrieg
Wolff trat am 24. Mai 1904 in das 2. Ober-Elsässische Infanterie-Regiment Nr. 171 der Preußischen Armee ein. Während des Ersten Weltkriegs diente er zunächst als Kompanieführer, später bis zum 27. Oktober 1916 als Regimentsadjutant. Anschließend diente Wolff bis 25. Februar 1917 im Stab des Chefs des Feldeisenbahnwesens. Am 26. Februar 1918 erfolgte Wolffs Versetzung in den Stab der 5. Garde-Division, wo er bis zum 19. Juli 1917 verblieb. Anschließend fungierte Wolff vom 20. Juli 1917 bis 2. September 1917 zunächst im Stab der Deutschen Militärmissionen im Osmanischen Reich und war bis 30. April 1918 Chef des Generalstabes der 8. türkischen Armee.
Im Mai 1918 kehrte er nach Deutschland zurück und wurde bis Ende dieses Monats zur Verwendung beim Chef des Generalstabes des Feldheeres gehalten. Zum 31. Mai 1918 wechselte Wolff in den Stab des Armeeoberkommandos 2 über, wo er bis Anfang Juli 1918 verblieb. Dem folgte vom 4. Juli 1918 über das Kriegsende hinaus bis zum 3. Januar 1919 sein Dienst im Stab des Armeeoberkommandos 4. Zum 4. Januar 1919 kehrte Wolff, mittlerweile zum Hauptmann befördert, zum 2. Ober-Elsässischen Infanterie-Regiment Nr. 171 zurück, wo er bis zu dessen Demobilisierung Ende Januar 1919 verblieb.

### Reichswehr
Während der Weimarer Republik war Wolff zunächst vom 22. Januar bis Ende September 1919 im Generalstab des V. Armee-Korps eingesetzt. Anschließend war er bis zum 14. Februar 1920 im Generalstab des Wehrkreiskommandos IV und VI eingesetzt. Im Anschluss diente Wolff bis Ende Mai 1920 im Stab der Reichswehr-Kavallerie-Brigade 31 und anschließend bis Ende Juni 1922 im Generalstab der 6. Division. Vom 1. Juli 1922 bis Ende April 1924 arbeitete er als Referent im Reichswehrministerium.
Zum 1. Mai 1924 wurde Wolff zum Kompaniechef im 9. (Preußisches) Infanterie-Regiment ernannt, dessen Geschicke er bis Ende Januar 1927 führte. Anschließend war er bis Ende September 1930 im Generalstab des Gruppen-Kommandos 2, ab Oktober 1930 bis Ende September 1933 im Stab des Artillerie-Führers I sowie vom 1. Oktober 1933 bis Ende Februar 1934 beim Stab des 11. (Sächsisches) Infanterie-Regiments eingesetzt.

### Wehrmacht
Am 1. März 1934 trat Wolff der im Aufbau begriffenen Luftwaffe bei und wurde dort zunächst bis Ende des Monates im Reichsluftfahrtministerium eingearbeitet. Zum 1. April 1934 wurde er zum Chef des Stabes des Luftkreis-Kommandos V ernannt, dessen Posten er bis Ende September 1937 innehielt. Hier war er vom 1. November 1936 an zugleich stellvertretender Befehlshaber des Luftkreises V. Anschließend war er vom 1. Oktober 1937 bis Ende Juni 1938 Höherer Flieger-Kommandeur 5 sowie danach vom 1. Juli 1938 bis 31. März 1939 Kommandeur der 5. Flieger-Division.

### Zweiter Weltkrieg
Wolff hatte vom 1. April 1939 bis Kriegsende nur eine einzige Funktion inne. Er agierte als Kommandierender General und Befehlshaber im Luftgau XI mit Gefechtsstand in Hannover, welcher sich ab März 1940 in Hamburg befand und verlieh in seinem Namen den Ehrenschild des Luftgaues XI. Er war Nachfolger von Max Mohr (ein früherer Untergebener von Wolff), der diese Position vor ihm innegehabt hatte. Wolff geriet mit seinem Stab am 3. Mai 1945 in Hamburg in britische Kriegsgefangenschaft, aus der er im Februar 1948 entlassen wurde.

## Auszeichnungen
- Eisernes Kreuz (1914) II. und I. Klasse[1]
- Ritterkreuz des Königlichen Hausordens von Hohenzollern mit Schwertern[1]
- Österreichisches Militärverdienstkreuz III. Klasse mit Kriegsdekoration[1]
- Silberne Liakat-Medaille mit Säbeln[1]
- Eiserner Halbmond[1]
- Wiederholungsspange zum Eisernen Kreuz 1914 (1939) II. und I. Klasse
- Flak-Kampfabzeichen
- Beobachterabzeichen
- Ritterkreuz des Kriegsverdienstkreuzes mit Schwertern am 17. September 1943